# Carolina Gisolf
Carolina Gisolf (Bukittinggi, 13 de julio de 1910-Amstelveen, 30 de mayo de 1993), también llamada Lien Gisolf, fue una atleta neerlandesa, especialista en la prueba de salto de altura en la que llegó a ser subcampeona olímpica en 1928 y plusmarquista mundial durante finales de los años 20 y comienzos de los años 30; su mejor marca fue de 1.62 metros.

## Carrera deportiva
En los JJ. OO. de Ámsterdam 1928 ganó la medalla de plata en el salto de altura, saltando por encima de 1.56 metros, tras la canadiense Ethel Catherwood que con 1.595 metros batió el récord del mundo, y por delante de la estadounidense Mildred Wiley (bronce con 1.56 metros).